# Инженерная психология
Инжене́рная психоло́гия — отрасль психологии, исследующая процессы и средства информационного взаимодействия между человеком и машиной, а также техническими средствами автоматизации. 
Важнейшими составляющими его стали процессы восприятия и переработки оперативной информации, принятия решений в условиях ограниченного времени, роста цены ошибочных действий. Научно-практические основы инженерной психологии были заложены в первой половине XX столетия в психологии труда и психотехнике. Но к концу 40-х и особенно в начале 50-х годов научно-технический прогресс, интенсифицированный  последствиями второй мировой войны, привёл к такому уровню сложности и автоматизации технических средств труда, что человек как субъект труда оказался в чрезвычайно сложных условиях функционирования. Практически это привело к авариям и катастрофам, а в науке – к возникновению проблемы «человек и техника» и созданию инженерной психологии.
За полувековой период исследований и разработок в отечественной инженерной психологии были созданы методология, теория и методы, достигнуты значительные практические результаты. 

## Основные направления инженерной психологии[3]
- Анализ задач человека в системах управления, распределения функций между человеком и автоматическими системами, в том числе с искусственным интеллектом.
- Инженерно-психологическое проектирование
- Исследование совместной деятельности операторов, процессов общения и информационного взаимодействия между ними.
- Анализ психологической структуры деятельности операторов.
- Исследование факторов, влияющих на эффективность, качество, точность, скорость, надежность действий операторов.
- Исследование процессов приема человеком информации, изучение сенсорных «входов» человека.
- Исследование формирования команд выполнения управляющих действий человеком, характеристик речевого и моторного «выхода».
- Анализ процессов переработки информации человеком, её хранения и принятия решений, психологических механизмов регуляции деятельности операторов.
- Разработка методов психодиагностики, профессиональной ориентации и отбора специалистов операторского профиля.
- Разработка методов защиты операторов от эмоционального выгорания.
- Анализ и оптимизация процессов обучения операторов.
- Использование результатов исследований для проектирования и эксплуатации человеко-машинных (человеко-технических и человеко-информационных) систем.

В процессе развития инженерной психологии произошел переход от изучения отдельных элементов деятельности к изучению трудовой деятельности в целом, от рассмотрения оператора как простого звена системы управления к рассмотрению его как сложной высокоорганизованной системы, от машиноцентрического подхода — к антропоцентрическому, а далее - к системному.
Научно – технический прогресс привел  к распространению условий, повлекших за собой создание инженерной психологи,  на все виды человеческой деятельности, требующей профессионализма. К таким условиям относятся:
- резкое увеличение темпов социальной жизни, значительный рост информационных потоков и связанной с этим неопределенностью
- рост гражданских и военных энергетических мощностей, управляемых профессионалом: слишком дорогой стала цена ошибок исполнителей и некомпетентных руководителей:
- значимо возросло количество и разнообразие экстремальных ситуаций, увеличилась нервно–психическая напряженность субъектов труда
- технические устройства, средства обработки и отображения информации - стали повсеместно опосредствовать деятельность людей, даже в традиционно гуманитарных сферах занятий.

Таким образом, в настоящее время в любой работе субъект труда, профессионал, - оказывается подобен человеку-оператору в человеко-технических системах, изучаемых в инженерной психологии. В связи с этим в новой технической и информационной реальности возникла необходимость (и возможность) распространения  инженерно–психологического подхода и методов, наработанных в инженерной психологии,  на любые виды сложной профессиональной деятельности.
В результате произошедших  изменений в технической и информационной реальности, в новых условиях актуальным стал инженерно-психологический подход к изучению профессиональной деятельности и профессионализма.

## Основные аспекты инженерно-психологического подхода
Основные аспекты инженерно–психологического подхода сводятся следующему: 
В методологии - это системный принцип в сочетании с антропоцентрической, естественно-научной и технико-технологической парадигмами. 
В теории – это совокупность следующих концепции:
- концепция деятельности как целеустремленной открытой системы и человека как субъекта труда, в том числе оператора
- концепция информационной и концептуальной (психической) моделей профессиональной деятельности
- концепция требований к человеку – профессионалу
- концепция обеспечения надежности человека
- трансформационная теория обучения
- концепция экстремальных условий и реабилитации профессионалов после перегрузок
- концепция проектирования  деятельности

а также  ряд других концепций
В методическом инструментарии –  методы профессиографии (базирующиеся на системном использовании профессиограмм),  профориентации, профотбора, тренажерной  и тренинговой подготовки, анализа кривых обучаемости, алгоритмизации, проектирования и эргономической оценки деятельности, анализа  и оптимизации психических состояний специалиста, являющихся следствием его профессиональной деятельности.
См. также
- Профессиограмма
- Эргономика
- Юзабилити

## Интернет-ресурсы
- Публикации по теме «Психология труда и инженерная психология» на портале «Флогистон»
- Инженерная психология // Большая советская энциклопедия : [в 30 т.] / гл. ред.  А. М. Прохоров. — 3-е изд. — М. : Советская энциклопедия, 1969—1978.
- Сборник лекций по инженерной психологии